# Solomon Hirschell
Solomon Hirschell, född 12 februari 1762, död 31 oktober 1842, var en brittisk rabbin som tjänstgjorde som överrabbin i Storbritannien från 1802 till 1842. Han är mest känd för sitt misslyckade försök att stoppa reformjudendomens spridning i Storbritannien genom att exkommunicera dess ledare.
Hirschells far var Hirschel Levin, en polsk jude från Galizien som blev  överrabbin i både London och Berlin samt vän till Moses Mendelssohn. Hans äldre bror var talmudisten Saul Berlin. Solomon Hirschell dog den 31 oktober 1842 (den 27 cheshvan 5603) och begravdes på Brady Street Cemetery nära Whitechapel i East End i London.